# دیو مرینگتون
دیو مرینگتون (انگلیسی: Dave Merrington؛ زادهٔ ۲۶ ژانویهٔ ۱۹۴۵) بازیکن فوتبال سابق و مربی فوتبال فعلی، اهل بریتانیا است.
از باشگاه‌هایی که در آن بازی کرده‌است می‌توان به باشگاه فوتبال برنلی و باشگاه فوتبال بریستول سیتی اشاره کرد.